# نسار إسكندري
نسار إسكندري (بالفارسية: نسار اسکندری) هي قرية تقع في قسم زاينده‌رود الشمالي الريفي في إيران. يقدر عدد سكانها بـ 682 نسمة .